# Valiha
La valiha è uno strumento musicale a corde tipico del Madagascar. Assomiglia a una cetra con la cassa armonica realizzata con una canna di bambù di grande diametro. Le corde erano tradizionalmente fatte con fili di corteccia della pianta; oggi sono comunemente usate corde di chitarra o i fili metallici che, attorcigliati, formano i cavi dei freni delle biciclette. In questo caso, ogni corda può essere costituita da un singolo filo o da due fili attorcigliati. I ponticelli sono realizzati con piccoli pezzi di legno fissati a diverse distanze lungo la canna.
Il più grande suonatore di valiha fu probabilmente Rakotosafy, nato nel 1938. Solo poche registrazioni delle sue performance sono ancora reperibili; quasi tutte sono state incise negli studi della radio malgascia Malagasy Radio. Su Rakotosafy è stato realizzato un documentario dal titolo Like a God When He Plays ("come un Dio quando suona"). Altri musicisti celebri sono Zeze, Mama Sana, Tovo, Rajery, Sylvestre Randafison e Justin Vali.